# Fraser (Michigan)
Fraser – miasto w Stanach Zjednoczonych, w stanie Michigan, w hrabstwie Macomb.